# El Borge
El Borge é um município da Espanha na província de Málaga, comunidade autónoma da Andaluzia, de área 25,73 km² com população de 1041 habitantes (2007) e densidade populacional de 39,30 hab/km².

## Demografia
| Variação demográfica do município entre 1991 e 2004 | Variação demográfica do município entre 1991 e 2004 | Variação demográfica do município entre 1991 e 2004 | Variação demográfica do município entre 1991 e 2004 |
| --------------------------------------------------- | --------------------------------------------------- | --------------------------------------------------- | --------------------------------------------------- |
| 1991                                                | 1996                                                | 2001                                                | 2004                                                |
| 1066                                                | 1046                                                | 1005                                                | 966                                                 |